# 綦际霖
綦际霖（1887年—1969年）是一名出生于山东的教育家，毕业于山东高等师范学堂。1939年，山东处于日军占领时，綦际霖为了抵制日本方面的教育政策，建立了私立正谊中学。中华人民共和国成立后，綦际霖以中国民主促进会的成员活动。